# 徐錫藩
徐錫藩（1906年—1990年2月2日），浙江黄岩人，美籍华裔寄生虫学家。艾奥瓦大学预防医学及环境卫生系名誉教授。 早年从事线虫组织学及分类学研究，是中国线虫学的奠基人之一。

## 生平
1906年生于浙江黄岩。1929年毕业于厦门大学生物系，之后曾任职于南京中国科学社生物研究所，并曾赴西南考察动物。1935年获瑞士纳沙泰尔大学科学博士学位，1949年获菲律宾大学医学博士学位。1949年8月至1954年1月，担任國立臺灣大學动物学系主任。1961年定居美国。
徐教授于1936年至1940年间重新描述了中华肝吸虫尾幼虫和囊蚴的形态学特征，纠正了此前将其他吸虫种类的尾幼虫和囊蚴误认为中华肝吸虫的错误。他由此确立了该吸虫的正确生活史。为此贡献，他于1939年被中国教育文化基金会授予科学成就奖。该奖项当时是中国寄生虫学领域最高荣誉。
他发现了台湾的日本血吸虫为非人体动物品系，并首次报告了日本血吸虫存有中国大陆、台湾、日本和菲律宾4个地域品系。
1990年2月2日在美国艾奥瓦城病逝，享年84岁。